# جائزة نيومان للأدب الصيني
جائزة نيومان للأدب الصيني تأسست في عام 2008 على يد بيتر غريس، مدير معهد قضايا الولايات المتحدة والصين في جامعة أوكلاهوما.
تُمنح جائزة نيومان مرة كل عامين، ويُختار الفائز بناءً على الجدارة الأدبية؛ ويحق لأي كاتب حيّ يكتب باللغة الصينية أن يُرشَّح للجائزة.
وتُكرّم الجائزة هارولد جي. نيومان وروث نيومان، اللذين ساهما في تأسيس معهد قضايا الولايات المتحدة والصين بجامعة أوكلاهوما.

## الترشيحات والحفل والتصويت
يتم تقديم الترشيحات واختيار الفائز من قبل لجنة تحكيم دولية تُوصف من قبل جامعة أوكلاهوما بأنها تتكون من "خبراء متميّزين".
ويُمنح الفائز مبلغًا قدره 10,000 دولار ولوحة تذكارية، كما يُدعى إلى جامعة أوكلاهوما للمشاركة في حفل توزيع الجائزة وأنشطة أكاديمية، وتُجرى عملية التصويت عبر جولات متتالية من "الإقصاء الإيجابي"، حيث يصوّت أعضاء لجنة التحكيم لصالح جميع المرشحين باستثناء واحد في كل مرحلة.
يتولى مدير معهد قضايا الولايات المتحدة والصين في جامعة أوكلاهوما عدّ الأصوات وتسجيل نتائج كل جولة.
تستمر اللجنة في التصويت حتى يتبقى مرشح واحد، وهو الفائز.
وفي حال حدوث تعادل في عدد الأصوات للإقصاء (في أي جولة ما عدا الجولة الأخيرة بين المرشحين النهائيين)، يتم إقصاء جميع المرشحين المتعادلين، وحين يتبقى ثلاثة مرشحين فقط، لا يُقصى في كل جولة سوى مرشح واحد فقط.